# Partido Político del Pueblo
El Partido Político del Pueblo (en inglés: People's Political Party), abreviado como PPP, fue un partido político de San Vicente y las Granadinas de carácter conservador que existió entre 1952 y 1984. Se fundó como sucesor del Octavo Ejército de Liberación, partido ganador de las elecciones de 1951. Fue la única formación política que disputó las elecciones de 1954, obteniendo 3 de los 8 escaños disputados (los demás fueron ocupados por independientes). Fue liderado por Ebenezer Joshua, primer jefe de gobierno electo de la entonces colonia británica, durante toda su existencia.
Durante la década posterior a su fundación dominó el escenario electoral con victorias por mayoría absoluta en las elecciones de 1957, 1961 y 1966, aunque en esta última recibió menos votos que el Partido Laborista de San Vicente (SVLP), el cual sería su principal rival en este período. Finalmente perdió las elecciones de 1967, pasando a convertirse en el principal partido de la oposición.
Cinco años después de su derrota, el PPP logró recuperar brevemente el poder en 1972 cuando, luego de empatar en escaños con el SVLP, logró un pacto con el parlamentario independiente James Fitz-Allen Mitchell para formar un gobierno de coalición con Mitchell como premier. La coalición, sin embargo, colapsó rápidamente y una moción de censura puso fin a este endeble gobierno a finales de 1974. En las elecciones de 1974, el partido se vio nuevamente relegado a la oposición.
En 1979, con el surgimiento del Nuevo Partido Democrático como referente de la derecha y centroderecha en el país, el PPP se vio fuera del parlamento y terminó disolviéndose en 1984.

## Resultados electorales
| Año  | Líder           | Votos  | %     | Escaños | +/- | Posición | Gobierno           |
| ---- | --------------- | ------ | ----- | ------- | --- | -------- | ------------------ |
| 1954 | Ebenezer Joshua | 6.301  | 40,30 | 3/8     |     | 2.º      | Minoría            |
| 1957 | Ebenezer Joshua | 9.702  | 49,40 | 5/8     | 2   | 1.º      | Mayoría absoluta   |
| 1961 | Ebenezer Joshua | 11.500 | 49,20 | 6/9     | 1   | 1.º      | Mayoría absoluta   |
| 1966 | Ebenezer Joshua | 13.427 | 49,00 | 5/9     | 1   | 1.º      | Mayoría absoluta   |
| 1967 | Ebenezer Joshua | 12.465 | 46,20 | 3/9     | 2   | 2.º      | Oposición          |
| 1972 | Ebenezer Joshua | 14.507 | 45,40 | 6/13    | 3   | 2.º      | Coalición          |
| 1974 | Ebenezer Joshua | 3.806  | 13,40 | 2/13    | 4   | 2.º      | Oposición          |
| 1979 | Ebenezer Joshua | 1.492  | 4,53  | 0/13    | 2   | 4.º      | Extraparlamentario |